# Mon gâteau est le meilleur de France
 (juillet 2025).
Motif : Quelles sources démontrent la notoriété de cette émission qui n'a pas duré un an ?
- Archive Wikiwix
- Bing
- Cairn
- DuckDuckGo
- E. Universalis
- Gallica
- Google
- G. Books
- G. News
- G. Scholar
- Persée
- Qwant
- (zh) Baidu
- (ru) Yandex
- (wd) trouver des œuvres sur Wikidata

| 1. | Préciser le motif de la pose du bandeau. | Précisez le motif de la pose du bandeau en utilisant la syntaxe suivante : {{admissibilité à vérifier\|date=août 2025\|motif=remplacez ce texte par le motif}}                                            |
| 2. | Informer les utilisateurs concernés.     | Pensez à avertir le créateur de l'article, par exemple, en insérant le code ci-dessous sur sa page de discussion : {{subst:avertissement admissibilité à vérifier\|Mon gâteau est le meilleur de France}} |

 (février 2024).
Si vous disposez d'ouvrages ou d'articles de référence ou si vous connaissez des sites web de qualité traitant du thème abordé ici, merci de compléter l'article en donnant les références utiles à sa vérifiabilité et en les liant à la section « Notes et références ».
Mon gâteau est le meilleur de France est une émission de télévision française, diffusée sur M6 en access prime-time entre le 26 avril et le 18 juin 2021, elle est présentée par le chef cuisinier Cyril Lignac et produite par Kitchen Factory.

## Principe
Un jury de 4 personnes parcourt la France pour trouver le pâtissier amateur qui fait le meilleur gâteau. Pendant 7 semaines, des personnes présentent un gâteau au jury qui les dégustent et les notent. 
Une fois les gâteaux et pâtissiers sélectionnés, les deux meilleurs se retrouvent pour une épreuve éliminatoire.
En fin de semaine, une des 5 personnes gagnantes de la semaine se retrouve gagnante de la région. 

## Audiences et diffusion en France
L'émission est diffusée sur M6, depuis le 26 avril 2021. Un épisode dure environ 52 min.
Pour ce premier numéro de ‘Mon gâteau est le meilleur de France’, l’audience n’a pas été totalement au rendez-vous. Le programme de Cyril Lignac a fédéré 1,76 million de téléspectateurs, un démarrage très timide mais pas du tout catastrophique.
Le 10 mai 2021, L'émission a battu un record d'audience[Lequel ?] avec 1,82 million (10,4 %)[réf. nécessaire].

## Jurés de l'émission
Les gâteaux sont dégustés et jugés par 4 jurés en même temps. Les jurés des premières émissions sont Cyril Lignac, Pépée Le Mat, Louise Petitrenaud et Merouan Bounekraf. À partir de la 6ème semaine,  Pépée Le Mat est remplacée par Luana Belmondo.

## Critique de l'émission
Le Parisien juge que ce concours ne révolutionne pas le genre d’émission culinaire, il se révèle : « franchement sympathique et plutôt bon enfant, avec un niveau tout de même relevé. ».

## Listes des émissions

### 2021

#### Récapitulatif audiences
| Date | Audiences | Audiences | Audiences |
| Date | Nombre    | Pda       | Réf.      |
| ---- | --------- | --------- | --------- |

#### Gagnants
| Semaine | Ville               | Gagnant.e |
| ------- | ------------------- | --------- |
| 1       | Angers              | Sabrina   |
| 2       | Saint-Émilion       |           |
| 3       | Douai Alexandre     | Alexandre |
| 4       | Nancy               |           |
| 5       | Issy-les-Moulineaux | Miguel    |
| 6       | Mâcon               |           |
| 7       | Avignon             | Magali    |